# TST
TST (англ. Thiosulfate sulfurtransferase) – білок, який кодується однойменним геном, розташованим у людей на короткому плечі 22-ї хромосоми. Довжина поліпептидного ланцюга білка становить 297 амінокислот, а молекулярна маса — 33 429.
| 10         |  | 20         |  | 30         |  | 40         |  | 50         |
| ---------- |  | ---------- |  | ---------- |  | ---------- |  | ---------- |
| MVHQVLYRAL |  | VSTKWLAESI |  | RTGKLGPGLR |  | VLDASWYSPG |  | TREARKEYLE |
| RHVPGASFFD |  | IEECRDTASP |  | YEMMLPSEAG |  | FAEYVGRLGI |  | SNHTHVVVYD |
| GEHLGSFYAP |  | RVWWMFRVFG |  | HRTVSVLNGG |  | FRNWLKEGHP |  | VTSEPSRPEP |
| AVFKATLDRS |  | LLKTYEQVLE |  | NLESKRFQLV |  | DSRSQGRFLG |  | TEPEPDAVGL |
| DSGHIRGAVN |  | MPFMDFLTED |  | GFEKGPEELR |  | ALFQTKKVDL |  | SQPLIATCRK |
| GVTACHVALA |  | AYLCGKPDVA |  | VYDGSWSEWF |  | RRAPPESRVS |  | QGKSEKA    |

A: Аланін

C: Цистеїн

D: Аспарагінова кислота

E: Глутамінова кислота

F: Фенілаланін

G: Гліцин

H: Гістидин

I: Ізолейцин

K: Лізин

L: Лейцин

M: Метіонін

N: Аспарагін

P: Пролін

Q: Глутамін

R: Аргінін

S: Серин

T: Треонін

V: Валін

W: Триптофан

Кодований геном білок за функціями належить до трансфераз, фосфопротеїнів. 
Задіяний у такому біологічному процесі, як ацетилювання. 
Білок має сайт для зв'язування з РНК. 
Локалізований у мітохондрії.